# David W. Bebbington
David William Bebbington (ur. 1949) – brytyjski historyk, profesor University of Stirling w Szkocji, specjalizuje się w historii protestantyzmu, w tym ewangelikalizmu.

## Życiorys
W 1971 ukończył studia licencjackie w Jesus College Uniwersytetu Cambridge, a w 1973 ukończył tam studia doktoranckie. W latach 1973–1975 był pracownikiem naukowym w Fitzwilliam College tego samego uniwersytetu. Od 1976 wykłada w University of Stirling, gdzie w 1999 został profesorem historii. Był wykładowcą w University of Alabama, Birmingham, w Regent College, Vancouver, w Notre Dame University, Indiana, w University of Pretoria, South Africa i w Baylor University, Texas. Był wielokrotnie zapraszany do wygłoszenia wykładów gościnnych w uczelniach na całym świecie.

## Wybór publikacji
- Patterns in History (1979; 1990; 2001)
- The Nonconformist Conscience: Chapel and Politics, 1870-1914 (1982; 2010)
- The Baptists in Scotland (redaktor, 1988)
- Evangelicalism in Modern Britain: A History from the 1730s to the 1980s (1989; 1993)
- Victorian Nonconformity (1992; 2011)
- William Ewart Gladstone: Faith and Politics in Victorian Britain (1993)
- Evangelicalism: Comparative Studies of Popular Protestantism in North America, the British Isles and Beyond, 1700-1990 (współredaktor, 1994)
- Holiness in Nineteenth-Century England (2000)
- Gladstone Centenary Essays (współredaktor, 2000)
- The Gospel in the World: International Baptist Studies (redaktor, 2002)
- Modern Christianity and Cultural Aspirations (współredaktor, 2003)
- The Mind of Gladstone: Religion, Homer and Politics (2004)
- The Dominance of Evangelicalism: The Age of Spurgeon and Moody (2005)
- Protestant Nonconformist Texts: The Nineteenth Century (współredaktor, 2006)
- Congregational Members of Parliament in the Nineteenth Century (2007)
- Baptists through the Centuries: A History of a Global People (2010)
- Victorian Religious Revivals: Culture and Piety in Local and Global Contexts (2012)[1]